# Märtyrer von Dachau
Das Konzentrationslager Dachau wurde im März 1933 als Lager für politische Gefangene gegründet, die in den Tagen nach der Machtergreifung der NSDAP die deutschen Gefängnisse überfüllten. Nach den Novemberpogromen kamen viele jüdische Mitbürger ins KZ Dachau. Etwa jeder 4. Häftling war jüdische Abstammung. Ab Kriegsbeginn 1939 wurden viele Kriegsgefangene und Zwangsarbeiter aus den eroberten Gebieten eingeliefert.
Von insgesamt 206.206 Häftlingen wurden 163.538 als politische Schutzhäftlinge geführt. Die im KZ Dachau inhaftierten Geistlichen gehörten zur Gruppe der politischen Häftlinge. Sie wurden hauptsächlich ab 1938, zuerst aus Österreich, ins KZ Dachau gebracht. In größeren Gruppen kamen Geistliche ab 1940 aus Polen, Deutschland und allen anderen eroberten Ländern.
2.796 Geistliche litten im KZ Dachau. Darunter waren 2.652 katholische Geistliche. Von Ihnen starben rund 1.800. Die größte Gruppe unter diesen Geistlichen stellten mit 1.807 die polnischen Geistlichen, von diesen starben 1.106 (nach Jez´).
Die Zahlen der Statistiken weichen, je nach Quelle etwas voneinander ab. Eine genaue und endgültige Klärung der Zahlen wird wohl nicht mehr möglich sein.
93 % der Geistlichen waren katholische Geistliche, obwohl die Katholiken im deutschen Reich nur einen Bevölkerungsanteil von 30 % hatten. Evangelische Geistliche stellten 3,8 % der Gruppe der Geistlichen im KZ Dachau. (Rest kleine Gruppen anderer Konfessionen) Von diesen Priestern, die im KZ Dachau gelitten haben und ermordet wurden, wurden bis heute 57 selig, einer heilig gesprochen. Das Sterben von vielen hundert Männern wurde von ihren Heimatdiözesen als Martyrium anerkannt.

## Gedenktag Selige Märtyrer von Dachau
Das Datum des Gedenktages bezieht wurde gewählt, weil am 12.06. in Polen der Gedenktag der selig gesprochenen 108 polnischen Märtyrer, die während des Zweiten Weltkriegs als Opfer des Nationalsozialismus starben, gefeiert wird. 45 der 108 Seligen waren Häftlinge im KZ Dachau und stellen die größte Gruppe der seligen Märtyrer von Dachau dar.

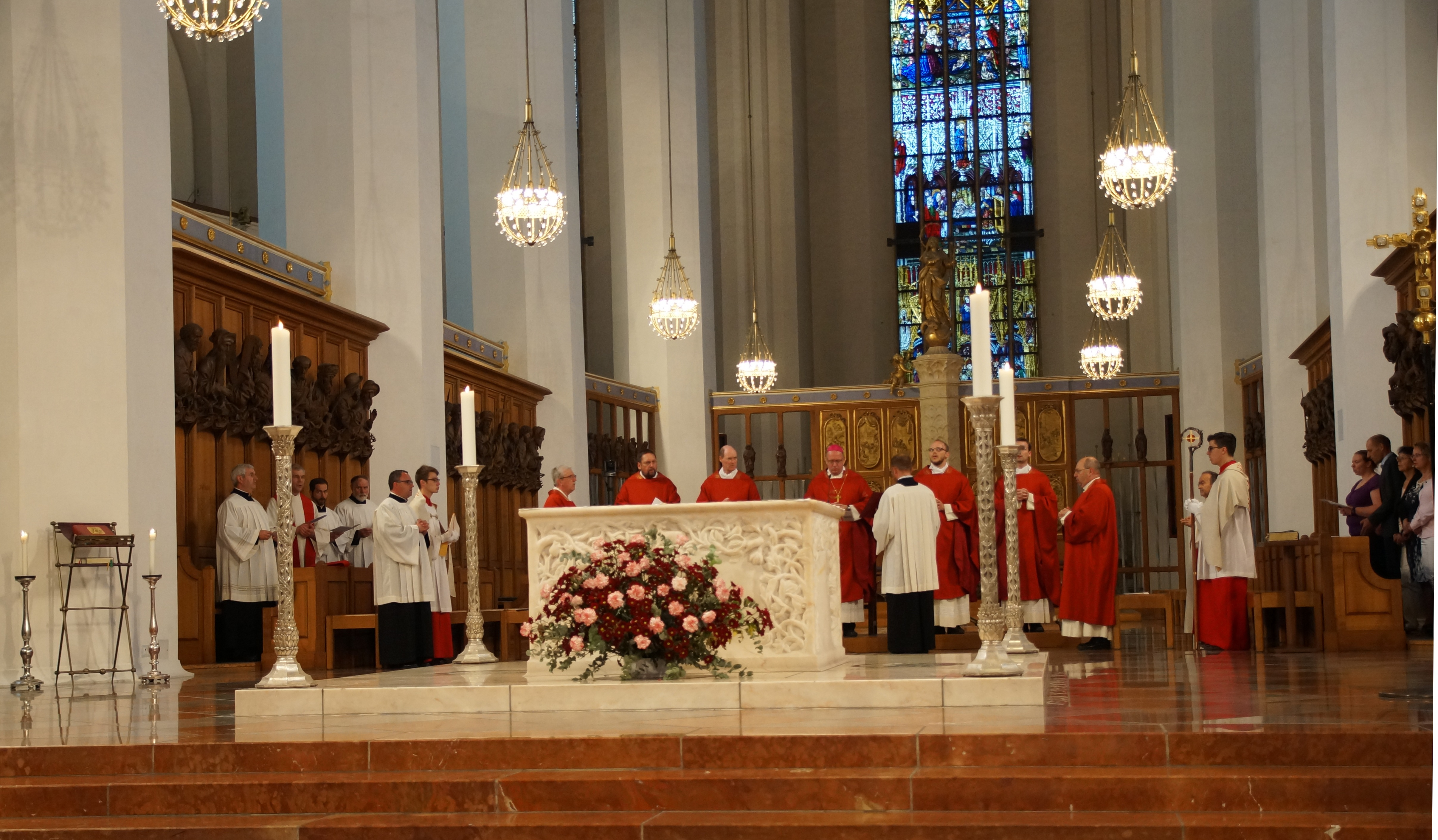
Einführung des Gedenktages 2017

Unter den politischen Häftlingen des Konzentrationslagers Dachau befanden sich viele, die wegen ihres christlichen Glaubens oder Taten, die von ihrem Glauben motiviert waren, in Konflikt mit dem Nationalsozialismus kamen und deshalb im KZ Dachau inhaftiert waren.
Der Gedenktag geht auf das Engagement von Monika Volz zurück, die sich seit 2002 mit den seliggesprochenen Häftlingen des KZ Dachau beschäftigte und Informationen sammelte, zunächst aus Interesse, dann um Vorträge über diese Opfergruppe halten. Ab 2012 informierte sie auf einer Internetseite über die Seligen aus dem KZ Dachau. Im Jahre 2012 gründete sie den Freundeskreis „Selige aus dem KZ Dachau“ und im Jahr 2018 den Verein „Selige Märtyrer e. V.“. Bisher wurden 57 Häftlinge (56 Geistliche, ein Laie, Familienvater) seliggesprochen, ein Häftling, P. Titus Brandsma, wurde heiliggesprochen. Selig- und Heiligsprechungen werden Kanonisationen genannt.
Für gläubige Katholiken steht das historische Gedenken der kanonisierten Märtyrer nicht im Vordergrund. Vielmehr geben Leben und Worte der Heiligen und Seligen spirituelle Impulse. Des Weiteren sind die Heiligen und Seligen Vorbilder und auf ihr fürbittendes Gebet bei Gott vertrauen die Gläubigen, wissend, dass diese bei Gott im Himmel sind und sich trotzdem weiter für uns auf der Erde einsetzen.

### Geschichte des Gedenktages

#### Historischer Kontext
Im Konzentrationslager Dachau, 1933–1945, bestand unter den Häftlingen eine starke Spannung zwischen den ab März 1933 inhaftierten kommunistischen Häftlingen, die im Laufe der Jahre wichtige Posten in der Hierarchie unter den Häftlingen besetzten und der Gruppe der rund 3.000 Geistlichen, die überwiegend ab Ende 1940 ins KZ Dachau gebracht wurden. Auch nach der Befreiung des KZ Dachau bestand die Spannung weiter fort und führte dazu, dass die früheren kommunistischen Häftlinge die Gedenkarbeit dominierten, während über die gefangenen Geistlichen in der Öffentlichkeit heute wenig bekannt ist.
Deshalb wurden die Seligsprechungen von Häftlingen des KZ Dachau wenig beachtet, insbesondere die Seligsprechungen polnischer Seliger, die in Polen gefeiert wurden und aus Unkenntnis der polnischen Sprache in Deutschland unbekannt blieben.

#### Entstehungsgeschichte
Papst Johannes Paul II. regte in der Enzyklika Tertio millennio adveniente an die Märtyrer des 20. Jahrhunderts zu sammeln. In den einzelnen Ländern Europas wurden Namen und Biografien von Opfern gesammelt, die aufgrund ihres Glaubens mit dem NS-Regime in Konflikt kamen und aus Glaubenshass getötet wurden. Nach einer gründlichen Prüfung wurden die Personen von den Heimatdiözesen zu Märtyrer erklärt und in das Martyrologium des jeweiligen Herkunftslandes aufgenommen. Unter den Häftlingen des KZ Dachau wurden bisher über 200 Häftlinge zu Märtyrern erklärt.
Auf Grund ihrer besonderen Bedeutung für die Kirche, wurden für zahlreiche Märtyrer Seligsprechungsverfahren eingeleitet. Dem geht ein diözesanes Verfahren voraus, bei dem Leben, Werk und Persönlichkeit des Märtyrers untersucht werden, seine Texte gelesen und noch lebende Zeugen befragt werden. Nach Abschluss auf diözesaner Ebene, wird das Verfahren nach Rom an die Selig- und Heiligsprechungskongregation abgegeben. Dort wird wieder untersucht. In Polen wurde ein Seligsprechungsverfahren für 108 Polen, die in den Jahren der Besatzung durch die deutschen Truppen ab 1939 Opfer des Nationalsozialismus wurden, geführt. Am 13. Juni 1999 sprach Papst Johannes Paul II. diese Gruppe selig.
Eleonore Philipp, stellvertretende Gedenkstättenleiterin a. D. und Heimatforscherin aus dem Landkreis Dachau, fand in der Liste der 108 neuen Seligen 45 Häftlinge des KZ Dachau und informierte darüber in den folgenden Jahren. Monika Volz nahm die wenig bekannt gewordenen Märtyrer aus Polen und die anderen bis 2000 selig gesprochenen Häftlinge des KZ Dachau zum Anlass für das Engagement für die Seligen Märtyrer aus dem KZ Dachau. Unter den politischen Häftlingen des Konzentrationslagers Dachau befanden sich viele, die wegen ihres christlichen Glaubens oder Taten, die von ihrem Glauben motiviert waren in Konflikt mit dem Nationalsozialismus kamen und deshalb im KZ Dachau inhaftiert waren. Der Gedenktag geht auf das Engagement von Monika Volz zurück, die sich seit 2002 mit den Seliggesprochenen unter den Häftlingen des KZ Dachau beschäftigte und Informationen sammelte um Vorträge zu halten und ab 2012 Informationen im Internet veröffentlichte. Im Jahre 2012 gründete sie den Freundeskreis Selige aus dem KZ Dachau und im Jahr 2018 den Verein Selige Märtyrer e. V. Im Jahr 2014 richtete Monika Volz einen Brief an den örtlichen Erzbischof Reinhard Kardinal Marx, um ihn über die Existenz der über 50 Seligen Märtyrer, die Häftlinge im KZ Dachau waren, zu informieren.
Der Gedenktag wurde am 12. Juni 2017 mit einem Gottesdienst im Münchner Dom eingeführt. Das Datum bezieht sich auf den Gedenktag der seliggesprochenen 108 polnischen Märtyrer, die während des Zweiten Weltkriegs als Opfer des Nationalsozialismus starben, der ebenfalls am 12. Juni gefeiert wird.
Zur Vorbereitung stellte Monika Volz ihre Listen und Daten der Erzdiözese zur Verfügung. Die Erlaubnis zur Liturgischen Verehrung der Seligen wurde damit von der Erzdiözese in Rom beantragt. Die liturgischen Texte erstellte Monika Selle vom Liturgiereferat der Erzdiözese. Nach Genehmigung des Gedenktages für die Erzdiözese München und Freising durch die Selig- und Heiligsprechungskongregation in Rom, bereitete der diözesane Beirat Märtyrer-Gedenken die Gestaltung der Feier vor. Bei der Formulierung der Fürbitten wurden Impulse von Monika Volz verwendet, ebenso ging das Vorlesen der Namen aller Seligen auf ihren Vorschlag zurück. Dies ist seitdem ein fester Bestandteil der Feier des Gedenktages.

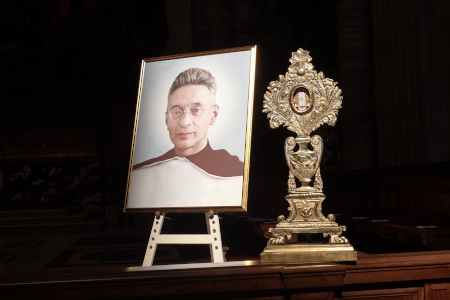
Heiliger P. Titus Brandsma: Foto und Reliquiar

### Namen der Märtyrer von Dachau
- P. Titus Brandsma, 1881–1942, seliggesprochen 3. November 1985, heiliggesprochen 15. Mai 2022[3]
- Alojs Andritzki, 1914–1943, seliggesprochen 13. Juni 2022[4]
- Stefan Wincenty Frelichowski, 1913–1945, seliggesprochen 7. Juni 1999[5]
- P. Giuseppe Girotti, 1905–1945, seliggesprochen 26. April 2014[6]
- Georg Häfner, 1900–1942, seliggesprochen 15. Mai 2011[7]
- P. Richard Henkes, 1900–1945, seliggesprochen 15. September 2019[8]
- Gerhard Hirschfelder, 1907–1942, seliggesprochen 19. September 2010[9]
- Bischof Michal Kozal, 1893–1943, seliggesprochen 14. Juni 1987[10]
- Carl Lampert, 1894–1944, seliggesprochen 13. November 2011[11]
- Karl Leisner, 1915–1945, seliggesprochen 23. Juni 1996[12]
- Otto Neururer, 1882–1940, seliggesprochen 24. November 1996[13]
- P. Engelmar Unzeitig, 1911–1945, seliggesprochen 24. September 2016[14]

Selige Opfer des Nationalsozialismus aus Polen, selig gesprochen am 13. Juni 1999, unter den 108 seliggesprochenen waren 45 Häftlinge im KZ Dachau:
- Adam Bargielski
- Maksymilian Binkiewicz
- Br. Fidelis Hieronim Chojnacki
- Jan Nepomucen Chrzan
- Józef Czempiel
- Franciszek Dachtera
- Edward Detkens
- P. Franciszek Drzewiecki
- Tadeusz Dulny
- Ludwik Roch Gietyngier
- P. Wojciech Gondek
- Kazimierz Gostyńki
- Kazimierz Grelewski
- Stefan Grelewski
- Edward Grzymała
- P. Hilary Paweł Januszewski
- Dominik Jędrzejewski
- Henryk Kaczorowski
- Marian Konopiński
- Bronisław Kostkowski
- Br. Józef Henryk Krzysztofik
- Stanisław Kubski
- Józef Kut
- P. Alojzy Liguda
- Władysław Mączkowski
- Władysław Miegoń
- Stanisław Mysakowski
- Br. Marcin Jan Oprządek
- Michał Oziębłowski
- P. Jakub Pankiewicz
- Józef Pawłowski[16]
- Narcyz Putz
- Antoni Rewera
- Franciszek Rosłaniec
- Aleksy Sobaszek
- Stanisław Kosta Starowieyski
- P. Józef Florian Stępniak
- Józef Straszewski
- Antoni Świadek
- Emil Szramek
- P. Narcyz Turchan
- Michał Woźniak
- Józef Zapłata
- Antoni Zawistowski
- Brunon Zembol[17]